# 두 번째 부모 입양
두 번째 부모 입양(Second-parent adoption)은 아이의 친부모의 파트너가 친자 관계를 단절시키거나 양부모로서 친부모보다 우선하는 권리를 갖지 않고 동등한 권리를 가진 부모로서 입양하는 절차이다.
대부분의 입양 제도가 있는 국가들은 이성 기혼 부부에 대해서 법적인 의붓자식 입양 형태로의 두 번째 부모 입양을 허용하고 있다. 동성결합을 하는 사람들은 법률상 또는 사실상의 의붓자녀를 입양해서 커플 사이에서 가족의 지위가 있는지 여부와 별개로, 자녀와 부모 관계를 맺기를 원하는 경우가 있으며, 혼인하지 않은 이성커플의 경우에도 파트너의 자녀를 입양해서 동등한 부모가 되기를 원하는 경우가 있다.
엄마가 둘이거나 아빠가 둘이면 안된다는 이유로 동성결혼은 허용하지만 동성 부부간의 의붓자식 입양을 허용하지 않는 국가도 있다.

## 대한민국
양자 (대한민국 민법)에 관한 배우자가 있는 자는 부부 공동으로 입양할 것.(제874조) 요건에 따라 배우자 있는 자는 한 사람만 다른 아이를 입양할 수 없는 대신, 배우자의 자녀를 공동으로 입양해서 동등한 부모가 될 수 있다. 독신자는 다른 사람의 자녀를 입양할 수 있으나, 양부모로서 친부모보다 우선하게 되어 배우자가 아닌 사람과의 두 번째 부모 입양은 인정되지 않는다.

## 같이 보기
- 입양
- 동성결혼
- 동성 입양